# Zoco Sharq
El Zoco Sharq o el Mercado Sharq (en árabe: سوق شرق) es un importante centro comercial y mercado en la ciudad de Kuwait, en Kuwait. El centro comenzó como un simple zoco tradicional, pero la inversión que ha experimentado la ciudad lo ha expandido a un modernizad centro comercial de estilo occidental de aproximadamente 55.567 m³ de área, con una atmósfera vivaz y convirtiéndolo en uno de los más animados lugares sociales de Kuwait. En la planta baja y el segundo piso hay una amplia variedad de puntos de venta, que van desde tiendas prestigiosas a bien conocidas boutiques de moda y tiendas de diseño. También hay numerosas cafeterías y restaurantes.